# Waldkloster Muttodaya

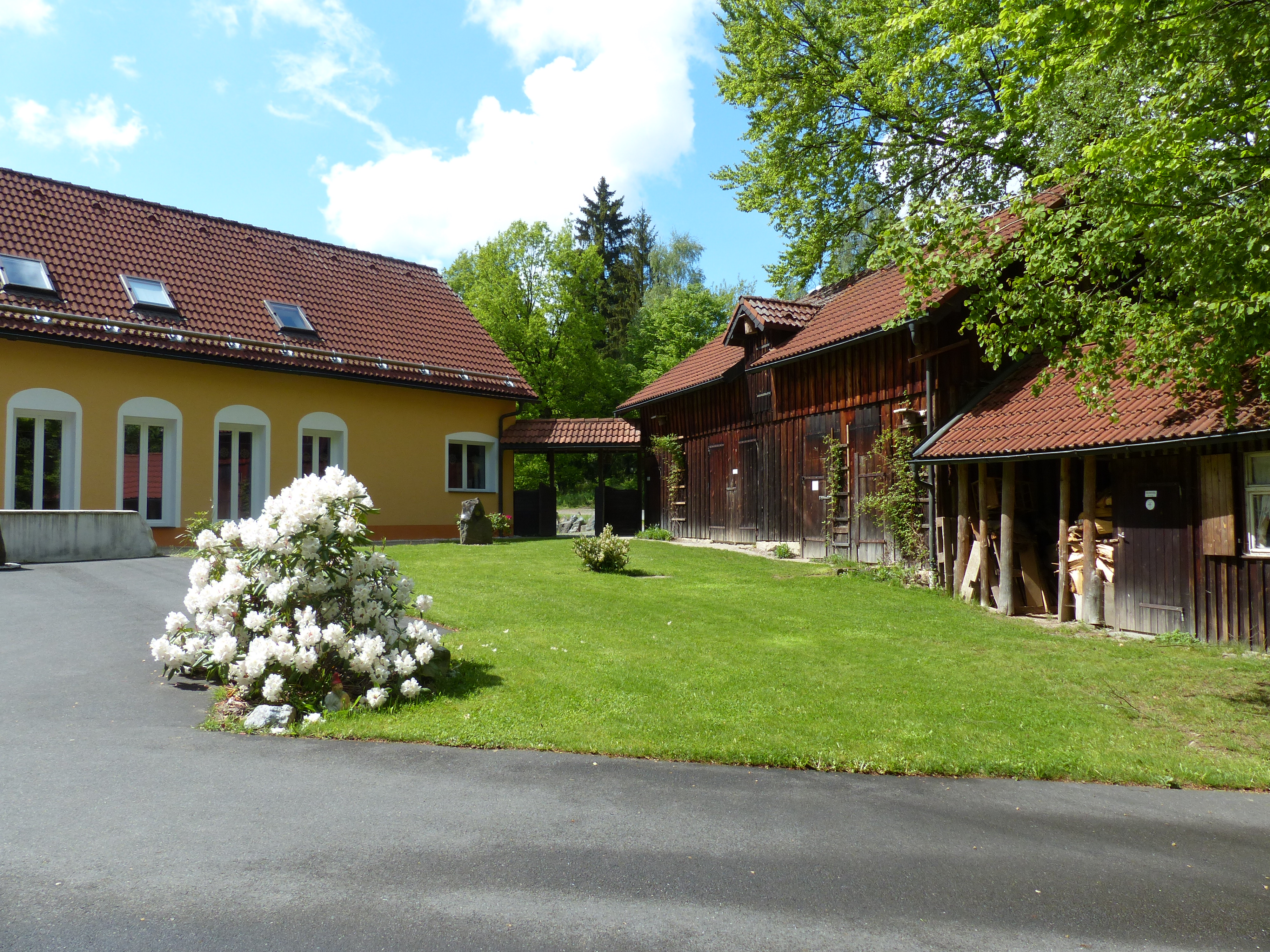
Innenhof des Klosters

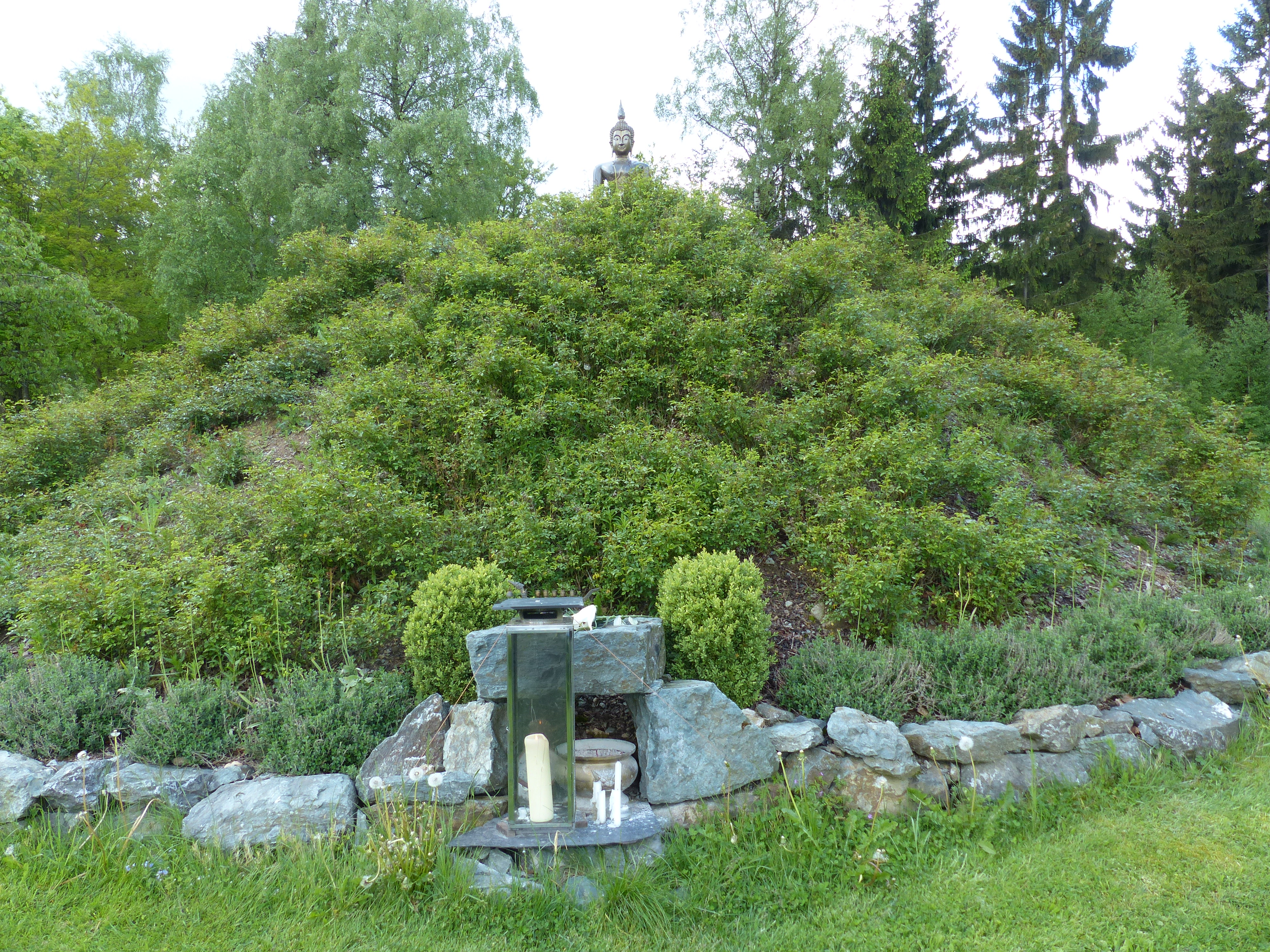
Stupa

Das Waldkloster Muttodaya ist ein buddhistisches Waldkloster in Deutschland. Es liegt im Gemeindeteil Herrnschrot des Marktes Stammbach im oberfränkischen Landkreis Hof.
Das Kloster wurde 2008 gegründet. Es befindet sich am Ortsende von Herrnschrot am Waldrand. Das ursprüngliche Anwesen wurde erneuert und ausgebaut. Zur Einrichtung gehört eine kleine öffentlich zugängliche Bibliothek und ein Andachtsraum, die Dhamma-Halle. Auf dem Gelände befindet sich ein Hügeldenkmal, das als Stupa bezeichnet wird. Gäste können das Informationszentrum besuchen, an einzelnen religiösen Zeremonien teilnehmen und mit Voranmeldung mehrere Tage an der Lebensgemeinschaft teilhaben. Die Mönche leben asketisch, der Lebensalltag ist geprägt von Meditation. Sie sind auf Spenden angewiesen. Nahrungsaufnahme ist nur in der Phase der aufgehenden Sonne gestattet. Im Ort befindet sich ein Verlag für buddhistische Publikationen. Das Kloster liegt am Qualitätswanderweg Fränkisches Steinreich.